# Ruban bleu
Pour l’article homonyme, voir Le Ruban Bleu (Reims).
Le Ruban bleu, en anglais Blue Riband, est une récompense créée par les compagnies de navigation transatlantique au XIXe siècle, attribuée au propriétaire du navire le plus rapide du monde et a été l'occasion d'une rivalité et d'une émulation entre les principales compagnies maritimes, notamment entre la Cunard Line et la White Star Line qui l'ont emporté le plus souvent. Cette course au record s'inspire des compétitions équestres et a uniquement concerné le trajet transatlantique entre l'Europe occidentale et l'Amérique du Nord.
Il a été attribué pour la première fois en 1838 à l'arrivée à New York de la première traversée d'un navire entièrement propulsé à vapeur, le Sirius, battu dès le lendemain par le Great Western. Longtemps informel, son usage est devenu plus codifié à partir du XXe siècle et l'objet de la convoitise des principales compagnies maritimes. 
La conquête du Ruban bleu est, à l'instar de la conquête de l'espace dans la 2e moitié du XXe siècle, un révélateur de rivalité et de la concurrence politique, économique et technique des principales puissances mondiales. Il a notamment été l'occasion de compétitions farouches entre l'Allemagne et l'Angleterre dès la fin du XIXe siècle et au début du XXe siècle.
Le naufrage du Titanic en 1912 et la Première Guerre mondiale entraînent une pause dans la course au Ruban bleu, et ce d'autant plus que la course au record a mené à de nombreuses imprudences lors du voyage inaugural de ce bateau, qui ne sont pas étrangères à la collision avec l'iceberg (route trop au nord pour couper au plus court, vitesse élevée dans une zone pourtant dangereuse). 
La France, grâce au Normandie dans les années 1930, mais aussi l'Italie ou les États-Unis, ont également décroché le trophée.
Jusqu'en 1935 sont reconnus détenteurs du ruban les bateaux à passagers ayant battu la vitesse moyenne pour le trajet d'ouest en est (eastbound), et, pour le trajet d'est en ouest (westbound), uniquement les navires prenant la route la plus difficile, à contre-courant du Gulf Stream. Il est représenté par un fanion bleu accroché au maître-mât du navire, jusqu'en 1935 où Sir Harold Hales en fait un trophée, le Hales Trophy. Les parcours dans les deux sens sont alors pris en compte, et le trophée ouvert à tout type de navire. Il est attribué sur la base de la vitesse moyenne, en raison de la diversité des routes maritimes et des points de départ et d'arrivée.
Le dernier paquebot détenteur du Ruban bleu est un paquebot américain, le United States qui l'a décroché en 1952. Depuis, seuls des catamarans ont remporté le Hales trophy.
Par analogie, il existe également un ruban bleu ferroviaire qui couronne le train commercial le plus rapide, c'est-à-dire celui qui assure la plus haute vitesse moyenne entre deux gares, sur base de l'horaire officiel.

## Ruban bleu transatlantique

### Histoire

#### Les débuts

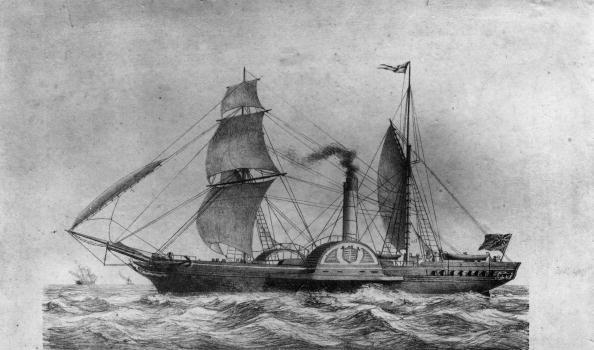
Le Sirius, premier détenteur du record de traversée transatlantique en 1838.

Durant de nombreux siècles, la voile fut le seul mode de propulsion des navires, pour de grandes traversées océaniques. Au début du XIXe siècle, de grands voiliers d'une centaine de mètres de long assurent la liaison entre l'Europe et les États-Unis. Ce voyage est très long (une trentaine de jours) et se fait dans des conditions déplorables. Les bateaux bougent beaucoup et soumettent les passagers à des conditions très dures.
L'avènement de la vapeur va révolutionner ces traversées, en offrant rapidité et confort moins spartiate.
Isambard Kingdom Brunel, ingénieur anglais, va changer la navigation trans-océanique. En 1833, alors qu'il vient de terminer la voie ferrée Londres-Bristol, il a une idée : pourquoi ne pas la prolonger jusqu'à New York grâce à un navire à vapeur. La Great Western Steamship Company est alors fondée, elle met en chantier le Great Western. D'une longueur de 64 mètres, il déplace 1 320 tonnes et est mû par deux roues à aubes.
Sa première traversée a lieu en avril 1838 en quinze jours. Il arrive à New York au coude à coude avec un autre vapeur, parti 2 jours avant lui, le Sirius, bateau de 700 tonnes affrété par la British & American Steamship Company. Ce dernier, pour la première fois de l'histoire, vient d'effectuer une traversée de l'Atlantique sans utiliser ses voiles. Il a dû pour cela brûler tout le mobilier du bord ainsi qu'une partie de ses aménagements intérieurs. Cette aventure inspira Jules Verne dans son ouvrage Le Tour du monde en quatre-vingts jours, et démontra également que les paquebots, gros consommateurs de charbon, doivent être assez grands pour permettre le stockage du combustible, des marchandises et le logement des passagers.

#### Une course européenne

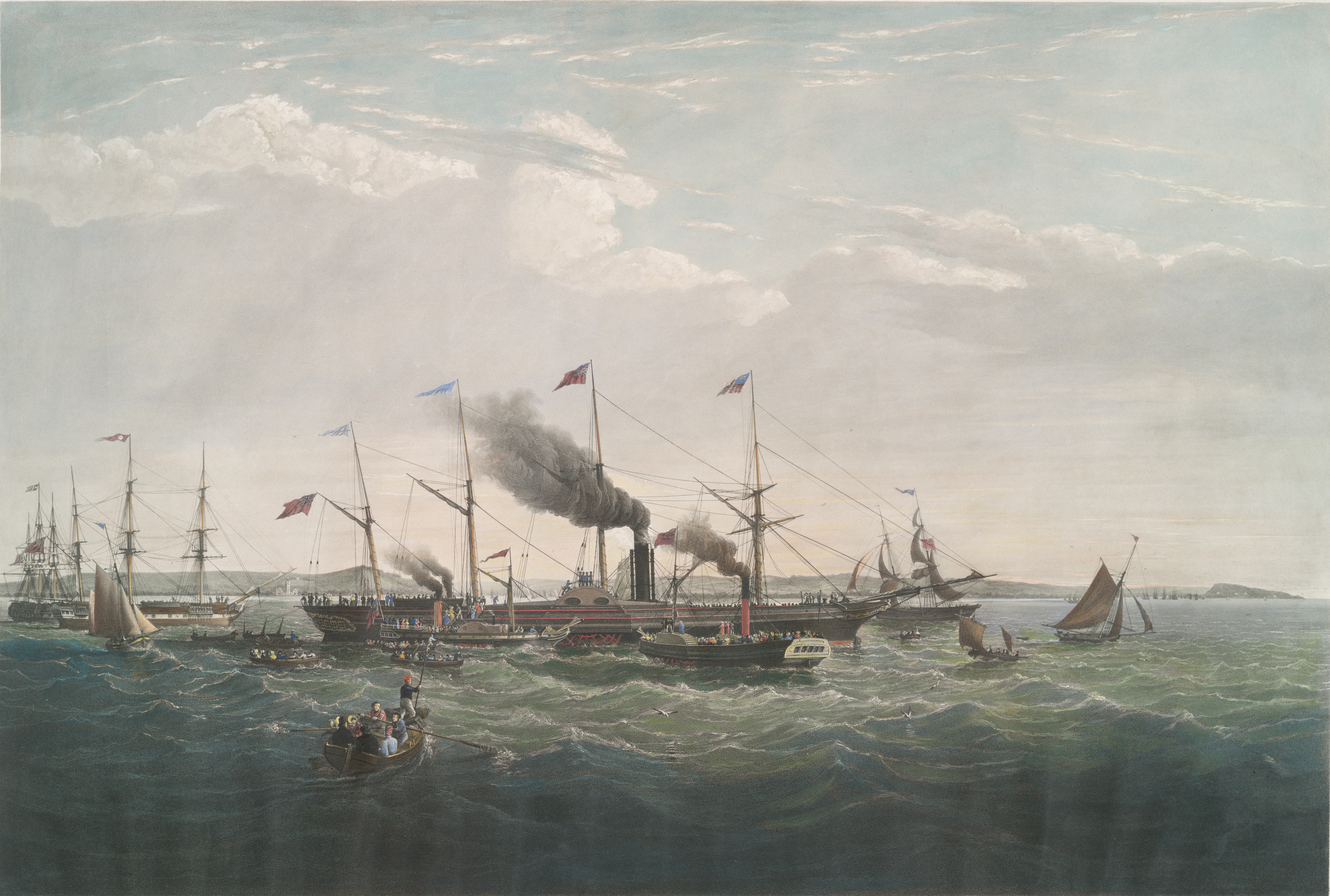
Le Great Western, second détenteur du record en 1838.

I.K. Brunel met en chantier un nouveau bateau révolutionnaire, le Great Britain. Il possède une coque en fer, est propulsé non plus par des roues, mais par une hélice, mesure 98 mètres pour un déplacement de 3 500 tonnes. Il peut embarquer 360 passagers, 130 hommes d'équipage et charger 1 100 tonnes de charbon. Sa machine à 4 cylindres en V a une puissance de 1 600 ch. En juillet 1845, il arrive à New York après moins de quinze jours de mer.
Son échouage accidentel en Irlande en 1846 entraîne la disparition de la Great Western Steamship Company.
Malgré tout, Brunel ne renonce pas, il voit même encore plus grand et fait construire en 1858 le Great Eastern, un géant de 210 mètres entraîné par roues à aubes et hélice et pouvant transporter 1 000 personnes. C'est malheureusement un échec commercial, les coûts de fonctionnement de ce navire sont exorbitants et il terminera sa carrière en posant des câbles télégraphiques sous-marins, notamment, en 1866, le premier câble transatlantique opérationnel reliant l'Europe et les États-Unis. Il faudra attendre plus de quarante ans pour qu'un navire plus grand entre en service. Jules Verne, toujours lui, le décrira dans son livre Une ville flottante.
La France accuse un grand retard dans le domaine de la navigation à la vapeur. Une première compagnie (la Compagnie des paquebots transatlantiques, lancée par deux armateurs havrais, Hérout et De Handel) créée en 1847, n'a survécu que six mois, malgré le soutien du gouvernement de Louis-Philippe Ier, qui a autorisé l'affrêtement de deux frégates militaires à propulsion mixte, de 450 CV, à des conditions financièrement avantageuses), et il faut attendre 1855 pour que le gouvernement s'alarme de la situation. Une convention est signée avec la Compagnie Générale Maritime que viennent de lancer les frères Pereire, tous deux banquiers. La compagnie s'engage moyennant subvention à relier la France à l'Amérique.
Trois paquebots sont alors achetés à un chantier écossais pour effectuer la ligne du Havre à New York. Le 15 juin 1864, le Washington part pour les États-Unis où il arrive moins de quatorze jours plus tard. La compagnie s'appelle désormais Compagnie générale transatlantique et fonde, pour construire ses bateaux, un chantier naval à Penhoët, près de Saint-Nazaire.
À plusieurs reprises les navires de la « Transat » sortis des chantiers écossais ou des chantiers de Penhoët s'avéreront capables de rivaliser avec les navires anglais ou allemands, sans toutefois remporter le record transatlantique absolu.
Le paquebot Pereire (qui finira sa carrière reconverti en pur voilier à quatre mats, dénommé Lancing sous pavillon britannique, La Touraine (à deux hélices et machines alternatives) ou encore La Provence (qui battit le transatlantique allemand Deutschland au cours d'une traversée homérique où les milliardaires présents à bord des deux navires avaient engagé des paris colossaux) étaient au niveau de leurs rivaux de leurs époques respectives.
En Angleterre, s'affrontent dans une guerre commerciale l'Inman Line, la Peninsular and Oriental Steam Navigation Company (P&O), la White Star Line et la Cunard Line. Il faut ajouter à celles-ci les compagnies allemandes, hollandaises, italiennes et américaines. On compte jusqu'à 150 paquebots avec trois départs par jour et dans chaque sens sur la ligne Europe - États-Unis.
À la fin du siècle, les mâts disparaissent, laissant les ponts libres pour rehausser les superstructures, les coques sont maintenant en acier et la turbine à vapeur fait son apparition durant la dernière décennie du siècle. Son rendement est nettement meilleur que celui des machines à pistons, elle permet donc d'accroître encore la taille et la vitesse des navires.
Pour chaque paquebot mis en chantier par une compagnie, ses concurrentes en construisent un autre, plus grand, plus puissant, plus luxueux, plus sûr ou du moins, l'affirment-elles. Le ruban bleu récompense le navire le plus rapide sur l'Atlantique nord, et cela, dans chaque sens. Il est de bon ton de l'obtenir dès la première traversée pour asseoir sa supériorité.

#### Les géants d'avant-guerre
De 1897 à 1904, les Allemands mènent la course avec le Kaiser Wilhelm der Grosse, le Deutschland, le Kronprinz Wilhelm et le Kaiser Wilhelm II. Ce dernier est le navire le plus puissant entraîné par une machine traditionnelle, 45 000 ch.
Il ne faut plus maintenant que cinq jours pour traverser l'Atlantique.

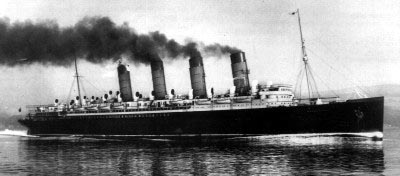
Le Mauretania de la Cunard Line, le plus long détenteur du Ruban bleu pendant vingt-deux ans, de 1907 à 1929.

Pour lutter, la Cunard Line lance le Lusitania et le Mauretania en 1906 : des paquebots magnifiques et extrêmement rapides. Le Lusitania reçoit le ruban bleu à sa seconde traversée avec une vitesse de près de 24 nœuds soit 44 km/h. Le Mauretania se révélera encore plus rapide, il va conserver le ruban bleu pendant vingt-deux ans. Il peut transporter 563 personnes en 1re classe, 464 en 2e et 1 138 en 3e, son équipage est de 802 personnes.
Les deux Sisterships de la Cunard bénéficient d'une technologie entièrement nouvelle inventée par l'ingénieur Charles Algernon Parsons : la propulsion par turbines à vapeur (à entrainement direct sans réducteurs à engrenages). L'appareil propulsif, qui comprend quatre turbines attelées à quatre arbres d'hélices, est sensiblement identique à celui des révolutionnaires cuirassés de la classe dreadnought ou des croiseurs de bataille du type HMS Lion. La construction des deux Cunarders a d'ailleurs été subventionnée par l'amirauté britannique avec une clause prévoyant leur conversion en croiseurs auxiliaires en temps de guerre. Ils donnent plus de 28 nœuds de vitesse de pointe lors de leurs essais de vitesse.
La White Star, principale concurrente de la Cunard, réagit. Elle commande trois fabuleux paquebots au chantier naval Harland and Wolff de Belfast, l’Olympic en 1911, le Titanic en 1912 et le Gigantic en 1914 rebaptisé Britannic après le naufrage du Titanic. Les deux premiers mesurent 269 mètres pour un déplacement de 45 000 tonnes et 46 000 tonnes.
Le 10 avril 1912, le Titanic part de Southampton pour son premier voyage. Après une escale à Cherbourg puis Queenstown, il fait route vers New York. Le bateau avance à toute vapeur quand dans la nuit du 14 au 15 avril 1912, vers 23 h 40, il percute un iceberg. Parmi les messages de détresse qui sont envoyés à l'aide de la TSF, on remarque celui-ci où le Titanic appelle à son secours son jumeau, l'Olympic qui, lui, retourne vers l'Angleterre : « Titanic appelle Olympic, avons heurté iceberg, coulons par l'avant, 41°46' nord, 50°14' ouest, venez aussi vite que possible ». La suite, terrible, est connue : plus de 1 500 personnes périssent dans l'eau glacée. En 1915, le Lusitania subit également un sort dramatique, il est torpillé par un sous-marin allemand. Il y a 1 198 victimes dont 128 Américains.
En réalité, l’Olympic et le Titanic ne pouvaient aller qu'à 24 nœuds alors que les deux navires de la Cunard pouvaient aller à 28 nœuds, donc il leur était impossible de ravir le ruban bleu même à pleine vitesse.
Une légende (inexacte) veut que le Titanic ait heurté un iceberg suite à l'incurie criminelle de son armateur, Bruce Ismay, présent à bord (et qui sauva sa vie de façon peu glorieuse), obnubilé par la conquête du ruban bleu au point d'exiger du commandant de maintenir la vitesse maximum au milieu d'un champ de glaces. En réalité, même si Ismay a bien donné ce type d'instruction au commandant Smith, dans un souci de publicité, la technologie des navires de la White star était nettement inférieure à celle des « cunarders » : trois hélices seulement, les deux hélices extérieures entraînées par des machines alternatives classiques à pistons et l'hélice centrale par une turbine basse pression récupérant la vapeur d'échappement des machines alternatives latérales, une disposition visant l'économie de combustible plus que la vitesse de pointe.
En 1912, la Compagnie générale transatlantique avait mis en service le France, paquebot de 220 mètres qui a effectué son premier voyage le 20 avril 1912, dans une tension bien normale cinq jours après le drame du Titanic.
Le Britannic mis en service au début de la guerre ne connaîtra pas de carrière civile. Transformé en navire-hôpital, il coulera, dans des circonstances jamais élucidées après avoir heurté une mine ou avoir été victime d'un sabotage ou d'un torpillage (37 morts). Le Mauretania et l’Olympic auront plus de chance et mourront de vieillesse chez un démolisseur.

#### L'entre deux guerres

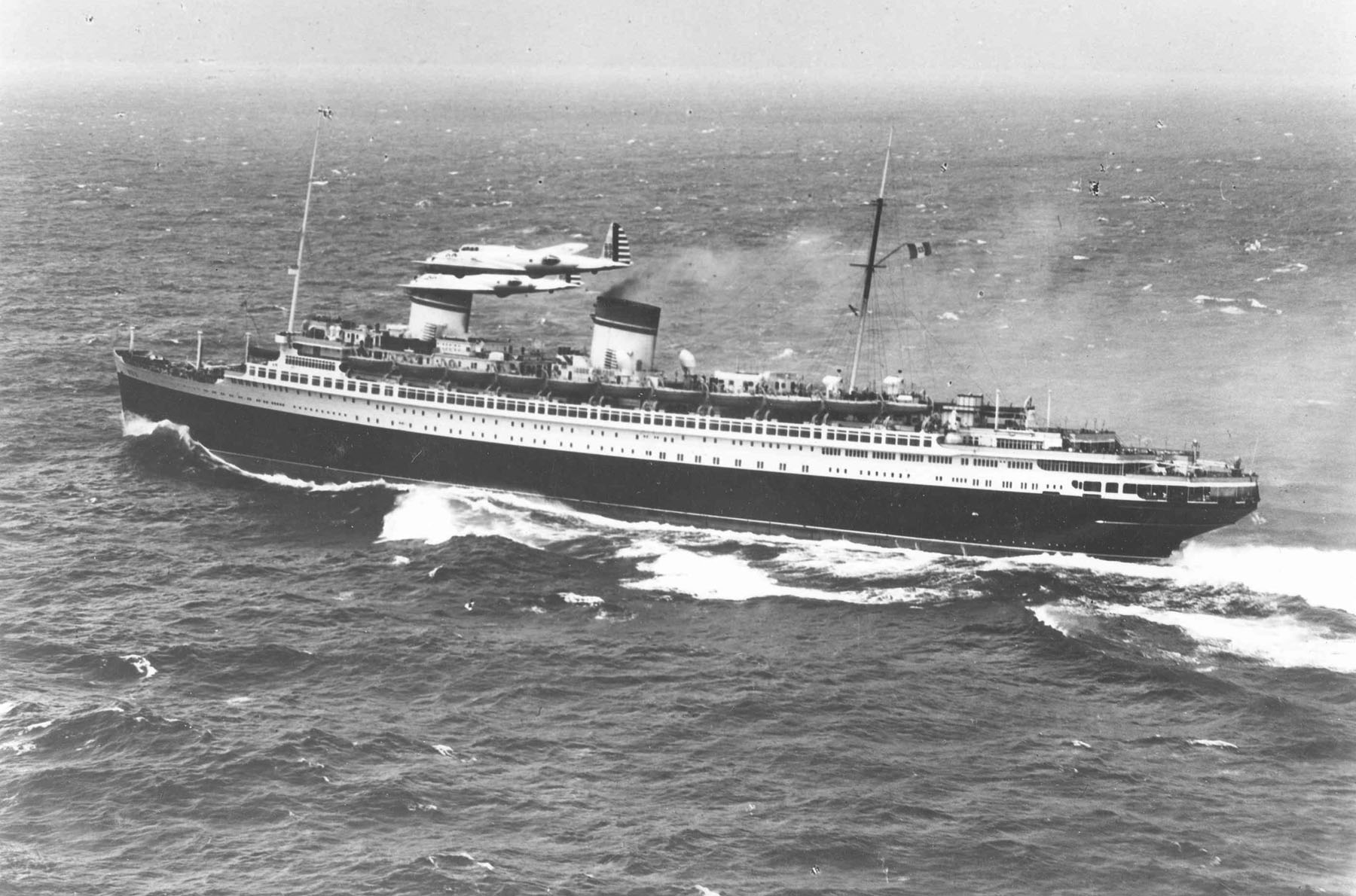
Le Rex, détenteur italien du Ruban bleu en 1933.

Lors de l'entrée en guerre de la France, la Compagnie générale transatlantique, surnommée French Line à l'étranger, a en chantier le Paris. Celui-ci sera lancé hâtivement en 1916 pour libérer la place et construire des bâtiments de guerre. Il ne sera achevé qu'en 1921, mesure 234 mètres de long, possède onze étages de ponts et peut emmener plus de 2 000 passagers. En 1927, c'est l'Île-de-France qui est mis en service, 241 mètres, 43 000 tonnes.
L'Allemagne manque de paquebots durant cette période, elle met donc en service deux très grands navires. Le premier, le Bremen de 286 mètres, 51 600 tonnes peut accueillir 2 200 passagers et 990 membres d'équipage. Il prend le ruban bleu lors de son premier voyage avec une vitesse de près de 28 nœuds soit 50 km/h. Il ne le garde malgré tout pas très longtemps, car il est repris par le second grand navire allemand, l'Europa, 287 mètres et 50 000 tonnes.
Les Italiens ne sont pas en reste, la compagnie Italian Flotta Riunite, lance le Rex en 1933, 268 mètres, 51 000 tonnes. Il prend le ruban bleu l'année suivante dans le sens est-ouest. Son record est obtenu sur le trajet sud prévu par le règlement du trophée Hales, le top départ étant donné par le travers de Tarifa alors que les autres détenteurs du Ruban bleu ont accompli leurs records à partir du Cap Lizard, l'arrivée se faisant dans les deux cas au bateau-phare d'Ambrose, au large de New-York
Les effets de la crise économique qui a commencé aux États-Unis en 1929 ralentissent ou suspendent les projets de mise en service pendant quelque temps.

#### Le duel Normandie / Queen Mary

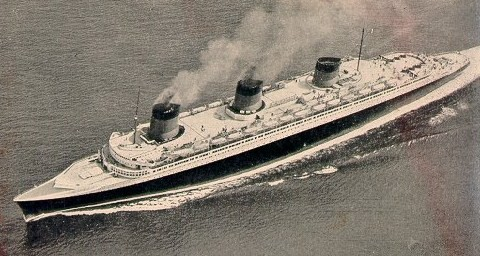
Le Normandie, seul détenteur français du Ruban bleu, en 1935 et 1937.

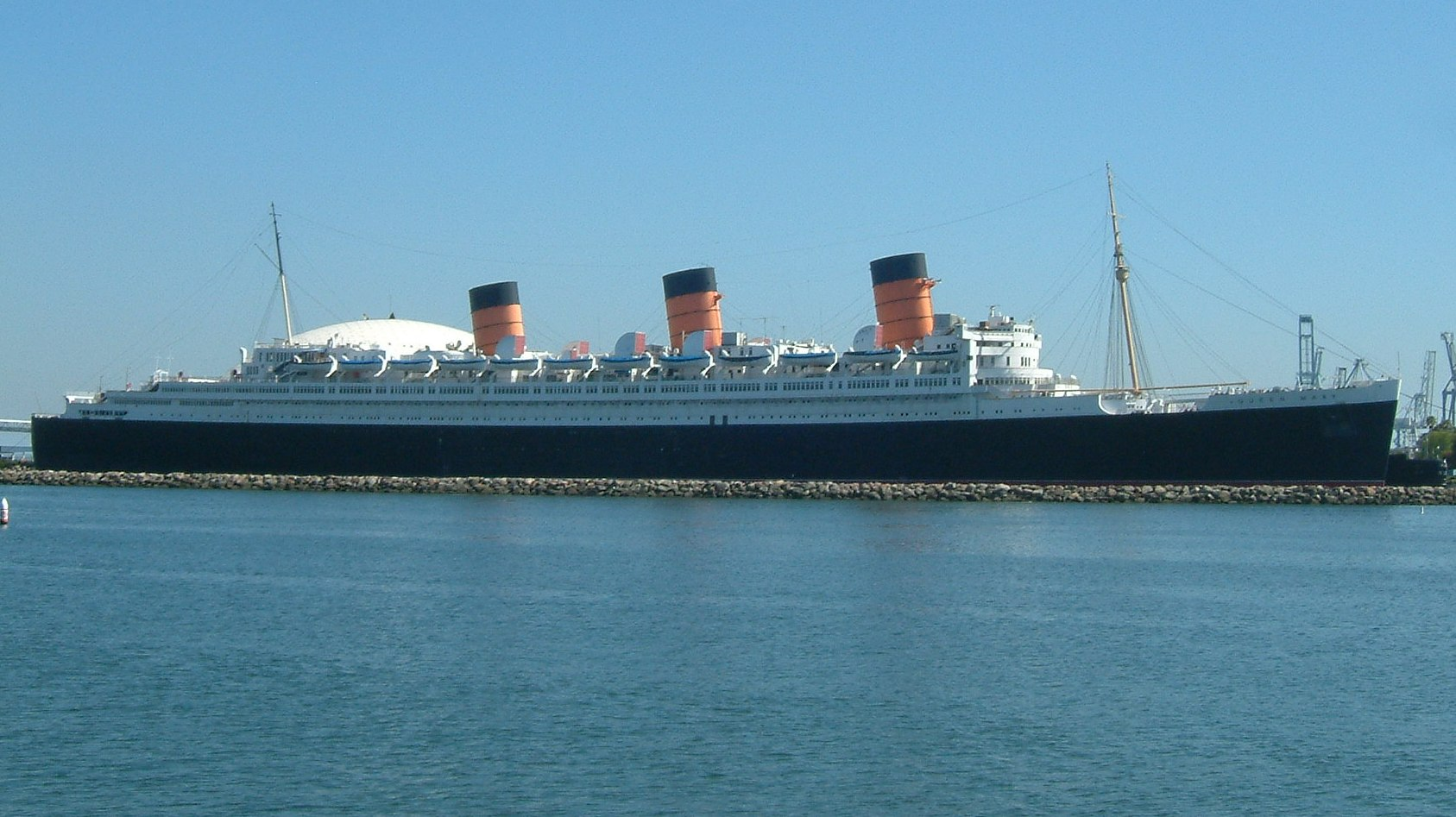
Le Queen Mary, rival du Normandie et détenteur du Ruban bleu (1936 et 1938).

En France, la Compagnie générale transatlantique étudie et fait construire à Penhoët un bateau d'abord connu sous le nom de Super Île-de-France. Il s'appellera en réalité Normandie. Son déplacement est de 79 000 tonnes, il mesure 313 mètres de long et 36 de large. Sa propulsion est assurée par 4 turbomachines électriques développant 160 000 ch. Il est le plus grand paquebot de l'époque. Les technologies les plus récentes sont utilisées pour sa construction. Il peut emmener 2 200 passagers.
Le 29 mai 1935, il appareille du Havre pour son premier voyage. À son arrivée à New York, le ruban bleu l'attend, il a navigué à 30 nœuds de moyenne, soit 55 km/h. Ce n'est pas tout, il prend également le ruban bleu lors de son voyage de retour. Il est le roi incontesté de l'océan, fierté de la marine française et du pays tout entier.
Le lancement du seul navire capable de rivaliser avec le Normandie est dû à la fusion de la Cunard et de la White Star. Le 27 mai 1936, la compagnie ainsi créée aligne sur l'Atlantique le Queen Mary, 297 mètres, 81 000 tonnes. Après quelques semaines de service, il prend le ruban bleu dans les deux sens. L'année suivante, Normandie lui ravit le trophée pour le lui rendre quelques mois plus tard. Ces deux bateaux sont en réalité aussi rapides l'un que l'autre, Normandie a cependant l'avantage d'un plus grand confort. Les deux compagnies propriétaires ont d'ailleurs décidé d'alterner les départs pour ne pas se faire trop de concurrence.
Juste avant la Seconde Guerre mondiale, il faut 3 jours et 20 h pour traverser l'Atlantique. Immobilisé au début de la guerre à New York par les Américains, le Normandie subit des transformations pour devenir un transport de troupes. Au mois de février 1942 un ouvrier y met accidentellement le feu. Les machines étant arrêtées, les systèmes d'extinction automatique ne fonctionnent pas, les pompiers l'inondent de plusieurs milliers de tonnes d'eau qui vont rapidement geler sur les ponts supérieurs. Ainsi alourdi dans les hauts, déséquilibré, il chavire le long du quai 88 du port de New York. Irréparable, il sera envoyé à la ferraille.

#### La fin des grands transatlantiques

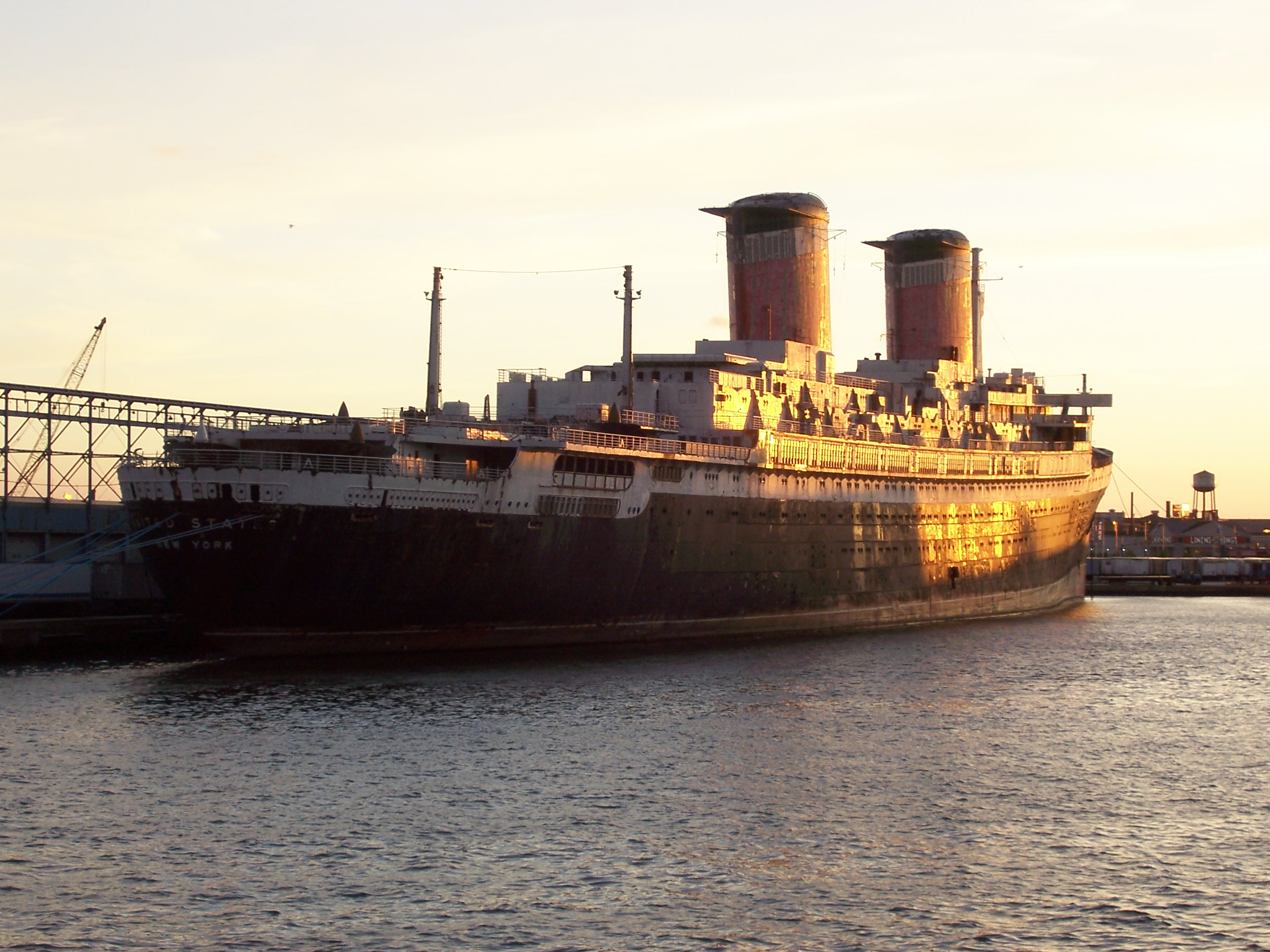
Le United States, dernier paquebot détenteur du Ruban bleu depuis 1952.

Une fois la paix revenue, la Compagnie générale transatlantique n'a plus guère que deux unités anciennes à opposer à ses concurrentes, l'Île-de-France qui a été rénové et le Liberté, anciennement Europa remis par l'Allemagne au titre du dommage de guerre. La Cunard Line a, quant à elle, récupéré le Queen Mary, le Mauretania II et le RMS Queen Elizabeth de 310 mètres et 83 600 tonnes lancé en 1939. Les États-Unis avec le paquebot United States détiennent le ruban bleu dans les deux sens depuis 1952.
Ainsi, en France, la décision de construire un nouveau grand transatlantique est prise, mais très tardivement. Ce bateau de 66 000 tonnes, 320 mètres, lancé le 11 mai 1960 et mis en service en 1962 est le France. Il est immédiatement reconnaissable à ses deux cheminées rouges et noires munies d'ailerons.
Malheureusement, quatre ans auparavant, la firme américaine Boeing, avait lancé, non pas un paquebot, mais un avion, le 707. Celui-ci place l'Europe et les États-Unis à quelques heures de voyage.
Pour ce qui est du Queen Mary, il a été vendu comme hôtel flottant à la ville de Long Beach en Californie. Quant au France, l'arrêt des subventions qui lui étaient versées entraîna la fin de son service transatlantique. Il a ensuite navigué comme bateau de croisière sous les couleurs d'une compagnie norvégienne qui l'avait rebaptisé Norway. Il finira démantelé dans les chantiers d'Alang, sous le nom de « Blue Lady ». Pendant longtemps, seul le Queen Elizabeth II de 294 mètres appartenant à la Cunard Line traversera encore l'Atlantique en faisant régulièrement escale à Cherbourg.
Mais cette histoire qui dure depuis 160 ans, mêlant évènements tragiques et magnifiques, réunissant des gens issus de toutes les classes sociales, a pris un nouveau départ avec la livraison début 2004 d'un navire de 345 mètres, le Queen Mary II commandé aux Chantiers de l'Atlantique par la Cunard.
Toute cette histoire ne doit toutefois pas faire oublier que durant cette longue période d'autres paquebots ont sillonné toutes les mers du globe pour relier les pays entre eux.

#### L'avènement des catamarans
Dans les années 1990, le Ruban bleu va cesser d'être l'apanage des paquebots « classiques ». Une nouvelle génération de navires de transport de passagers, les catamarans, de type ferry et de moindres dimensions, va s'empresser de ravir le record de la traversée de l'Atlantique.
Ce sera, en 1990, l'Hoverspeed Great Britain (en) qui, lors d'une traversée Amérique-Europe, battra le record de l'United States d'environ trois heures (3 jours 7 h 54 min contre (3 jours 10 h 40 min). Ce navire, affecté au transport de passagers comme le veut le règlement du Hales Trophy, mesure seulement 74 m de long et peut emporter 450 passagers et 84 automobiles. On ne parle plus, dès lors, ni de dimensions ni de tonnage. Malgré un premier refus de la part du comité d'homologation du Hales Trophy, le ruban bleu lui sera accordé.
Huit ans après, en 1998, un catamaran espagnol de 91 m pouvant embarquer 876 passagers et 225 véhicules, le HSC Catalonia (en) lui ravira le trophée en dépassant sa vitesse moyenne de près de deux nœuds (38,88 contre 36,97). Il ne conservera son record que pendant un mois et demi seulement, son sister-ship, le ferry danois Cat-Link V lui ravissant le trophée avec une vitesse de 41,28 nœuds.

### Liste des détenteurs du record

#### Les détenteurs du trophée est-ouest
| Année | Date                    | Navire                    | Compagnie                               | Pays        | Durée            | Vitesse moyenne (nœuds) | Vitesse moyenne (km/h) |
| ----- | ----------------------- | ------------------------- | --------------------------------------- | ----------- | ---------------- | ----------------------- | ---------------------- |
| 1838  | 4 - 22 avril            | Sirius                    | British & American Steam Navigation Co. | Royaume-Uni | 18 j 14 h 22 min | 8,03                    | 14,87                  |
| 1838  | 8 - 23 avril            | Great Western             | Great Western Steamship Company         | Royaume-Uni | 15 j 12 h        | 8,66                    | 16,04                  |
| 1838  | 2 - 17 juin             | Great Western             | Great Western Steamship Company         | Royaume-Uni | 14 j 16 h        | 8,92                    | 16,52                  |
| 1839  | 18 - 31 mai             | Great Western             | Great Western Steamship Company         | Royaume-Uni | 13 j 12 h        | 9,52                    | 17,63                  |
| 1841  | 4 - 15 juin             | Columbia                  | Cunard Line                             | Royaume-Uni | 10 j 19 h        | 9,78                    | 18,11                  |
| 1843  | 29 avril - 11 mai       | Great Western             | Great Western Steamship Company         | Royaume-Uni | 12 j 18 h        | 10,03                   | 18,58                  |
| 1845  | 19 - 29 juillet         | Cambria                   | Cunard Line                             | Royaume-Uni | 9 j 20 h 30 min  | 10,71                   | 19,83                  |
| 1848  | 3 - 12 juin             | America                   | Cunard Line                             | Royaume-Uni | 9 j 0 h 16 min   | 11,71                   | 21,69                  |
| 1848  | 14 - 23 octobre         | Europa                    | Cunard Line                             | Royaume-Uni | 8 j 23 h         | 11,79                   | 21,84                  |
| 1850  | 18 - 27 mai             | Asia                      | Cunard Line                             | Royaume-Uni | 8 j 14 h 50 min  | 12,25                   | 22,69                  |
| 1850  | 11 - 21 septembre       | Pacific                   | Collins Line                            | États-Unis  | 10 j 4 h 45 min  | 12,46                   | 23,08                  |
| 1851  | 6 - 16 août             | Baltic                    | Collins Line                            | États-Unis  | 9 j 19 h 26 min  | 12,91                   | 23,91                  |
| 1854  | 28 juin - 7 juillet     | Baltic                    | Collins Line                            | États-Unis  | 9 j 16 h 52 min  | 13,04                   | 24,15                  |
| 1856  | 19 - 29 avril           | Persia                    | Cunard Line                             | Royaume-Uni | 9 j 16 h 16 min  | 13,11                   | 24,28                  |
| 1863  | 19 - 27 juillet         | Scotia                    | Cunard Line                             | Royaume-Uni | 8 j 3 h          | 14,46                   | 26,78                  |
| 1872  | 17 - 25 mai             | Adriatic                  | White Star Line                         | Royaume-Uni | 7 j 23 h 17 min  | 14,53                   | 26,91                  |
| 1875  | 30 juillet - 7 août     | Germanic                  | White Star Line                         | Royaume-Uni | 7 j 23 h 7 min   | 14,65                   | 27,13                  |
| 1875  | 17 - 25 septembre       | City of Berlin            | Inman Line                              | Royaume-Uni | 7 j 18 h 2 min   | 15,21                   | 28,17                  |
| 1876  | 27 octobre - 4 novembre | Britannic                 | White Star Line                         | Royaume-Uni | 7 j 13 h 11 min  | 15,43                   | 28,58                  |
| 1877  | 6 - 13 avril            | Germanic                  | White Star Line                         | Royaume-Uni | 7 j 11 h 37 min  | 15,76                   | 29,19                  |
| 1882  | 9 - 16 avril            | Alaska                    | Guion Line                              | Royaume-Uni | 7 j 6 h 20 min   | 16,07                   | 29,76                  |
| 1882  | 14 - 21 mai             | Alaska                    | Guion Line                              | Royaume-Uni | 7 j 4 h 12 min   | 16,67                   | 30,87                  |
| 1882  | 18 - 25 juin            | Alaska                    | Guion Line                              | Royaume-Uni | 7 j 1 h 58 min   | 16,98                   | 31,45                  |
| 1883  | 29 avril - 6 mai        | Alaska                    | Guion Line                              | Royaume-Uni | 6 j 23 h 48 min  | 17,05                   | 31,58                  |
| 1884  | 13 - 19 avril           | Oregon                    | Guion Line                              | Royaume-Uni | 6 j 10 h 10 min  | 18,56                   | 34,37                  |
| 1885  | 16 - 22 août            | Etruria                   | Cunard Line                             | Royaume-Uni | 6 j 5 h 31 min   | 18,73                   | 34,69                  |
| 1885  | 29 mai - 4 juin         | Umbria                    | Cunard Line                             | Royaume-Uni | 6 j 4 h 12 min   | 19,22                   | 35,60                  |
| 1888  | 27 mai - 2 juin         | Etruria                   | Cunard Line                             | Royaume-Uni | 6 j 1 h 55 min   | 19,56                   | 36,23                  |
| 1889  | 2 - 8 mai               | City of Paris II          | Inman Line                              | Royaume-Uni | 5 j 23 h 7 min   | 19,95                   | 36,94                  |
| 1889  | 22 - 28 août            | City of Paris II          | Inman Line                              | Royaume-Uni | 5 j 19 h 18 min  | 20,01                   | 37,06                  |
| 1891  | 30 juillet - 5 août     | Majestic                  | White Star Line                         | Royaume-Uni | 5 j 18 h 8 min   | 20,10                   | 37,23                  |
| 1891  | 13 - 19 août            | Teutonic                  | White Star Line                         | Royaume-Uni | 5 j 16 h 31 min  | 20,35                   | 37,69                  |
| 1892  | 20 - 27 juillet         | City of Paris II          | Inman Line                              | Royaume-Uni | 5 j 15 h 58 min  | 20,48                   | 37,93                  |
| 1892  | 13 - 18 octobre         | City of Paris II          | Inman Line                              | Royaume-Uni | 5 j 14 h 24 min  | 20,70                   | 38,34                  |
| 1893  | 18 - 23 juin            | Campania                  | Cunard Line                             | Royaume-Uni | 5 j 15 h 37 min  | 21,12                   | 39,11                  |
| 1894  | 12 - 17 août            | Campania                  | Cunard Line                             | Royaume-Uni | 5 j 9 h 29 min   | 21,44                   | 39,71                  |
| 1894  | 26 - 31 août            | Lucania                   | Cunard Line                             | Royaume-Uni | 5 j 8 h 38 min   | 21,65                   | 40,10                  |
| 1894  | 23 - 28 septembre       | Lucania                   | Cunard Line                             | Royaume-Uni | 5 j 7 h 48 min   | 21,75                   | 40,28                  |
| 1894  | 21 - 26 octobre         | Lucania                   | Cunard Line                             | Royaume-Uni | 5 j 7 h 23 min   | 21,81                   | 40,39                  |
| 1898  | 30 mars - 3 avril       | Kaiser Wilhelm der Grosse | Norddeutscher Lloyd                     | Allemagne   | 5 j 20 h         | 22,29                   | 41,28                  |
| 1900  | 6 - 12 juillet          | Deutschland               | HAPAG                                   | Allemagne   | 5 j 15 h 46 min  | 22,42                   | 41,54                  |
| 1900  | 26 août - 1er septembre | Deutschland               | HAPAG                                   | Allemagne   | 5 j 12 h 29 min  | 23,02                   | 42,63                  |
| 1900  | 26 juillet - 1er août   | Deutschland               | HAPAG                                   | Allemagne   | 5 j 16 h 12 min  | 23,06                   | 42,71                  |
| 1902  | 10 - 16 septembre       | Kronprinz Wilhelm         | Norddeutscher Lloyd                     | Allemagne   | 5 j 11 h 57 min  | 23,09                   | 42,76                  |
| 1903  | 2 - 8 septembre         | Deutschland               | HAPAG                                   | Allemagne   | 5 j 11 h 54 min  | 23,15                   | 42,87                  |
| 1907  | 6 - 10 octobre          | Lusitania                 | Cunard Line                             | Royaume-Uni | 4 j 19 h 52 min  | 23,99                   | 44,43                  |
| 1908  | 17 - 21 mai             | Lusitania                 | Cunard Line                             | Royaume-Uni | 4 j 20 h 22 min  | 24,83                   | 45,99                  |
| 1908  | 5 - 10 juillet          | Lusitania                 | Cunard Line                             | Royaume-Uni | 4 j 19 h 36 min  | 25,01                   | 46,32                  |
| 1909  | 8 - 12 août             | Lusitania                 | Cunard Line                             | Royaume-Uni | 4 j 16 h 40 min  | 25,65                   | 47,50                  |
| 1909  | 26 - 30 septembre       | Mauretania                | Cunard Line                             | Royaume-Uni | 4 j 17 h 41 min  | 26,06                   | 48,26                  |
| 1929  | 17 - 22 juillet         | Bremen                    | Norddeutscher Lloyd                     | Allemagne   | 4 j 17 h 42 min  | 27,83                   | 51,54                  |
| 1930  | 20 - 25 mars            | Europa                    | Norddeutscher Lloyd                     | Allemagne   | 4 j 17 h 6 min   | 27,91                   | 51,69                  |
| 1933  | 27 juin - 2 juillet     | Europa                    | Norddeutscher Lloyd                     | Allemagne   | 4 j 16 h 48 min  | 27,92                   | 51,71                  |
| 1933  | 11 - 16 août            | Rex                       | Italian Line                            | Italie      | 4 j 13 h 58 min  | 28,92                   | 53,56                  |
| 1935  | 30 mai - 3 juin         | Normandie                 | Compagnie générale transatlantique      | France      | 4 j 3 h 2 min    | 29,98                   | 55,52                  |
| 1936  | 20 - 24 août            | Queen Mary                | Cunard - White Star Line                | Royaume-Uni | 4 j 0 h 27 min   | 30,14                   | 55,82                  |
| 1937  | 29 juillet - 2 août     | Normandie                 | Compagnie générale transatlantique      | France      | 3 j 23 h 2 min   | 30,58                   | 56,63                  |
| 1938  | 4 - 8 août              | Queen Mary                | Cunard - White Star Line                | Royaume-Uni | 3 j 21 h 48 min  | 30,99                   | 57,39                  |
| 1952  | 11 - 15 juillet         | United States             | United States Lines                     | États-Unis  | 3 j 12 h 12 min  | 34,51                   | 63,91                  |

#### Les détenteurs du trophée ouest-est
| Année | Date                     | Navire                    | Compagnie                          | Pays        | Durée            | Vitesse moyenne (nœuds) | Vitesse moyenne (km/h) |
| ----- | ------------------------ | ------------------------- | ---------------------------------- | ----------- | ---------------- | ----------------------- | ---------------------- |
| 1838  | 1er - 19 mai             | Sirius                    | B&A                                | Royaume-Uni | 18 j             | 7,31                    | 13,54                  |
| 1838  | 7 - 22 mai               | Great Western             | GW                                 | Royaume-Uni | 14 j 15 h 59 min | 9,14                    | 16,93                  |
| 1838  | 25 juin - 8 juillet      | Great Western             | GW                                 | Royaume-Uni | 12 j 16 h 34 min | 10,17                   | 18,83                  |
| 1841  | 4 - 14 août              | Britannia                 | Cunard Line                        | Royaume-Uni | 9 j 21 h 44 min  | 10,98                   | 20,33                  |
| 1842  | 28 avril - 11 mai        | Great Western             | GW                                 | Royaume-Uni | 12 j 7 h 30 min  | 10,99                   | 20,35                  |
| 1843  | 4 - 14 avril             | Columbia                  | Cunard Line                        | Royaume-Uni | 9 j 12 h         | 11,11                   | 20,58                  |
| 1843  | 18 - 27 mai              | Hibernia                  | Cunard Line                        | Royaume-Uni | 9 j 10 h 44 min  | 11,18                   | 20,71                  |
| 1843  | 18 - 27 juillet          | Hibernia                  | Cunard Line                        | Royaume-Uni | 8 j 22 h 44 min  | 11,82                   | 21,85                  |
| 1849  | 19 - 28 juillet          | Canada                    | Cunard Line                        | Royaume-Uni | 8 j 12 h 44 min  | 12,38                   | 22,93                  |
| 1851  | 10 - 20 mai              | Pacific                   | Collins Line                       | États-Unis  | 9 j 20 h 14 min  | 13,03                   | 24,13                  |
| 1852  | 7 - 17 février           | Arctic                    | Collins Line                       | États-Unis  | 9 j 17 h 15 min  | 13,06                   | 24,19                  |
| 1856  | 2 - 12 avril             | Persia                    | Cunard Line                        | Royaume-Uni | 9 j 10 h 22 min  | 13,46                   | 24,93                  |
| 1856  | 14 - 23 mai              | Persia                    | Cunard Line                        | Royaume-Uni | 9 j 3 h 24 min   | 13,89                   | 25,72                  |
| 1856  | 6 - 15 août              | Persia                    | Cunard Line                        | Royaume-Uni | 8 j 23 h 19 min  | 14,15                   | 26,21                  |
| 1863  | 16 - 24 décembre         | Scotia                    | Cunard Line                        | Royaume-Uni | 8 j 5 h 42 min   | 14,16                   | 26,22                  |
| 1869  | 4 - 12 décembre          | City of Brussels          | Inman Line                         | Royaume-Uni | 7 j 20 h 33 min  | 14,74                   | 27,30                  |
| 1873  | 11 - 19 janvier          | Baltic                    | White Star Line                    | Royaume-Uni | 7 j 20 h 9 min   | 15,09                   | 27,95                  |
| 1875  | 2 - 10 octobre           | City of Berlin            | Inman Line                         | Royaume-Uni | 7 j 15 h 28 min  | 15,37                   | 28,47                  |
| 1876  | 5 - 13 février           | Germanic                  | White Star Line                    | Royaume-Uni | 7 j 15 h 17 min  | 15,79                   | 29,24                  |
| 1876  | 16 - 24 décembre         | Britannic                 | White Star Line                    | Royaume-Uni | 7 j 12 h 41 min  | 15,94                   | 29,52                  |
| 1879  | 22 - 29 juillet          | Arizona                   | Guion Line                         | Royaume-Uni | 7 j 8 h 11 min   | 15,96                   | 29,56                  |
| 1882  | 30 mai - 6 juin          | Alaska                    | Guion Line                         | Royaume-Uni | 6 j 22 h         | 16,81                   | 31,13                  |
| 1882  | 12 - 19 septembre        | Alaska                    | Guion Line                         | Royaume-Uni | 6 j 18 h 37 min  | 17,10                   | 31,67                  |
| 1884  | 29 mars - 5 avril        | Oregon                    | Guion Line                         | Royaume-Uni | 7 j 2 h 18 min   | 17,12                   | 31,71                  |
| 1884  | 26 avril - 3 mai         | Oregon                    | Guion Line                         | Royaume-Uni | 6 j 16 h 57 min  | 18,09                   | 33,50                  |
| 1884  | 30 juillet - 6 août      | Oregon                    | Cunard Line                        | Royaume-Uni | 6 j 12 h 54 min  | 18,18                   | 33,67                  |
| 1884  | 3 - 10 septembre         | Oregon                    | Cunard Line                        | Royaume-Uni | 6 j 11 h 9 min   | 18,39                   | 34,06                  |
| 1885  | 1er - 7 août             | Etruria                   | Cunard Line                        | Royaume-Uni | 6 j 9 h          | 18,44                   | 34,15                  |
| 1885  | 7 - 14 juillet           | Etruria                   | Cunard Line                        | Royaume-Uni | 6 j 4 h 50 min   | 19,36                   | 35,85                  |
| 1885  | 29 mars - 5 avril        | Etruria                   | Cunard Line                        | Royaume-Uni | 6 j 9 h          | 18,44                   | 34,15                  |
| 1889  | 15 - 22 mai              | City of Paris II          | Inman Line                         | Royaume-Uni | 6 j 0 h 29 min   | 20,03                   | 37,10                  |
| 1892  | 17 - 23 août             | City of New York III      | Inman Line                         | Royaume-Uni | 5 j 19 h 57 min  | 20,11                   | 37,24                  |
| 1893  | 6 - 12 mai               | Campania                  | Cunard Line                        | Royaume-Uni | 5 j 17 h 27 min  | 21,30                   | 39,45                  |
| 1894  | 6 - 12 mai               | Lucania                   | Cunard Line                        | Royaume-Uni | 5 j 13 h 28 min  | 21,81                   | 40,39                  |
| 1894  | 2 - 8 juin               | Lucania                   | Cunard Line                        | Royaume-Uni | 5 j 12 h 59 min  | 21,90                   | 40,56                  |
| 1895  | 18 - 24 mai              | Lucania                   | Cunard Line                        | Royaume-Uni | 5 j 11 h 40 min  | 22                      | 40,74                  |
| 1897  | 23 - 29 novembre         | Kaiser Wilhelm der Grosse | Norddeutscher Lloyd                | Allemagne   | 5 j 17 h 23 min  | 22,33                   | 41,36                  |
| 1900  | 18 - 24 juillet          | Deutschland               | HAPAG                              | Allemagne   | 5 j 15 h 5 min   | 22,84                   | 42,30                  |
| 1900  | 4 - 10 septembre         | Deutschland               | HAPAG                              | Allemagne   | 5 j 7 h 38 min   | 23,36                   | 43,26                  |
| 1901  | 13 - 19 juin             | Deutschland               | HAPAG                              | Allemagne   | 5 j 11 h 51 min  | 23,38                   | 43,30                  |
| 1901  | 10 - 17 juillet          | Deutschland               | HAPAG                              | Allemagne   | 5 j 11 h 5 min   | 23,51                   | 43,54                  |
| 1904  | 14 - 20 juin             | Kaiser Wilhelm II         | Norddeutscher Lloyd                | Allemagne   | 5 j 11 h 58 min  | 23,58                   | 43,67                  |
| 1907  | 19 - 24 octobre          | Lusitania                 | Cunard Line                        | Royaume-Uni | 4 j 22 h 53 min  | 23,61                   | 43,73                  |
| 1907  | 30 novembre - 5 décembre | Mauretania                | Cunard Line                        | Royaume-Uni | 4 j 22 h 33 min  | 23,69                   | 43,87                  |
| 1908  | 25 - 30 janvier          | Mauretania                | Cunard Line                        | Royaume-Uni | 5 j 2 h 41 min   | 23,90                   | 44,26                  |
| 1908  | 7 - 12 mars              | Mauretania                | Cunard Line                        | Royaume-Uni | 5 j 0 h 5 min    | 24,42                   | 45,23                  |
| 1909  | 3 - 8 février            | Mauretania                | Cunard Line                        | Royaume-Uni | 4 j 20 h 27 min  | 25,16                   | 46,60                  |
| 1909  | 17 - 22 mars             | Mauretania                | Cunard Line                        | Royaume-Uni | 4 j 18 h 35 min  | 25,61                   | 47,43                  |
| 1909  | 5 - 10 mai               | Mauretania                | Cunard Line                        | Royaume-Uni | 4 j 18 h 11 min  | 25,70                   | 47,60                  |
| 1909  | 16 - 21 juin             | Mauretania                | Cunard Line                        | Royaume-Uni | 4 j 17 h 21 min  | 25,88                   | 47,93                  |
| 1924  | 20 - 25 août             | Mauretania                | Cunard Line                        | Royaume-Uni | 5 j 1 h 49 min   | 26,25                   | 48,62                  |
| 1929  | 27 juillet - 1er août    | Bremen                    | Norddeutscher Lloyd                | Allemagne   | 4 j 14 h 30 min  | 27,91                   | 51,69                  |
| 1933  | 10 - 15 juin             | Bremen                    | Norddeutscher Lloyd                | Allemagne   | 4 j 16 h 15 min  | 28,51                   | 52,80                  |
| 1935  | 7 - 11 juin              | Normandie                 | Compagnie générale transatlantique | France      | 4 j 3 h 25 min   | 30,31                   | 56,13                  |
| 1936  | 26 - 30 août             | Queen Mary                | Cunard - White Star Line           | Royaume-Uni | 3 j 23 h 57 min  | 30,63                   | 56,73                  |
| 1937  | 18 - 22 mars             | Normandie                 | Compagnie générale transatlantique | France      | 4 j 0 h 6 min    | 30,99                   | 57,39                  |
| 1937  | 4 - 8 août               | Normandie                 | Compagnie générale transatlantique | France      | 3 j 22 h 7 min   | 31,20                   | 57,78                  |
| 1938  | 10 - 14 août             | Queen Mary                | Cunard - White Star Line           | Royaume-Uni | 3 j 20 h 42 min  | 31,69                   | 58,69                  |
| 1952  | 3 - 7 juillet            | United States             | United States Lines                | États-Unis  | 3 j 10 h 40 min  | 35,59                   | 65,91                  |

#### Les catamarans (ouest-est)
| Navire                   | Propr. | Date            | Durée           | Vitesse (nœuds) | moyenne (km/h) | Distance (miles) | homolog. (km) |
| ------------------------ | ------ | --------------- | --------------- | --------------- | -------------- | ---------------- | ------------- |
| Hoverspeed Great Britain | SCL    | 30 juin 1990    | 3 j 07 h 54 min | 36,97           | 68,47          | 2 741            | 5 076         |
| Catalonia                | Buq.   | 6 juin 1998     |                 | 38,88           | 71,86          |                  |               |
| Cat-Link V               | Sca.   | 20 juillet 1998 | 2 j 20 h 09 min | 41,28           | 76,45          | 2 741            | 5 076         |

Propriétaires : SCL = Sea Containers Ltd (Bermudes/USA), Buq. = Buquebus (E), Sca. = Scandlines (DK)

## Ruban bleu ferroviaire
L'industrie ferroviaire est également très concurrentielle, notamment avec l'avènement du transport aérien et de l'automobile. L'exportation de son savoir faire est un enjeu économique important, surtout pour l'Europe dont les marchés domestiques sont saturés et qui voit les États-Unis monter en puissance. Aussi, l'idée de transposer ce ruban bleu aux trains commerciaux afin d'être la vitrine de l'industrie qui les fournit voit rapidement le jour.

### Les détenteurs (traction vapeur)
| Pays        | Compagnie                                         | Date | Relation                            | Vitesse moyenne (km/h) | Distance (km) | Durée (minutes) | Commentaire                                              |
| ----------- | ------------------------------------------------- | ---- | ----------------------------------- | ---------------------- | ------------- | --------------- | -------------------------------------------------------- |
| Royaume-Uni | (London and) South Western Railway                | 1847 | Londres - Southampton               | 72                     | 126           | 105             |                                                          |
| Royaume-Uni | Great Western Railway                             | 1848 | Londres (Paddington) - Didcot       | 91,7                   | 85,3          | 55              | "Flying Dutchman" (Hollandais volant)                    |
| États-Unis  | Reading Company                                   | 1897 | Camden (New Jersey) - Atlantic City | 105,6                  | 88            | 50              | "Atlantic City Flyers" (incluant une traversée en ferry) |
| Royaume-Uni | Great Western Railway                             | 1929 | Swindon - Londres                   | 106,5                  | 124           | 70              | "Cheltenham Flyer"                                       |
| Canada      | Canadien Pacifique/ Canadien National             | 1931 | Montreal - Smiths Falls             | 110,8                  | 240           | 130             |                                                          |
| Royaume-Uni | Great Western Railway                             | 1932 | Swindon - Londres                   | 111,3                  | 124           | 65              | "Cheltenham Flyer"                                       |
| États-Unis  | Pennsylvania Railroad                             | 1936 | Fort Wayne - Garry                  | 119,9                  | 198           | 100             | "Detroit Arrow"                                          |
| États-Unis  | Chicago, Milwaukee, St. Paul and Pacific Railroad | 1938 | New Lisbon - Portage                | 118,9 km/h             | 69            | 35              | "Hiawatha"                                               |
| Belgique    | SNCB                                              | 1939 | Bruxelles - Bruges                  | 120,5                  | 92,35         | 46              | étape de la relation Bruxelles - Oostende;               |

## Analogie
En 1936, est créé le ruban jaune attribué à la moyenne record, le plus souvent sur Paris-Tours, établie à l'issue d'une classique cycliste de plus de 200 kilomètres.
La même année, le plus grand fabricant de jouets français de l'époque, la société JEP (le Jouet de Paris) crée le bateau-jouet « ruban bleu », un canot automobile de bassin en tôle laquée équipé d'un moteur à ressort.
Décliné en 3 tailles (No 0, 1 et 2) de 35 à 48 cm, ce jouet de luxe figure au catalogue de la marque jusqu'à sa cessation d'activités en 1965.